# Omar Briceño
Gabriel Omar Briceño Leyva (Culiacán, 30 gennaio 1978) è un ex calciatore messicano, di ruolo difensore.
Circola voce che oggi gestisca un'agenzia di viaggi e un negozio di biciclette.